# Ciclismo ai Giochi della XIX Olimpiade - Tandem
La prova del Tandem di ciclismo su pista dei Giochi della XIX Olimpiade si è svolta dal 20 al 21 ottobre 1968 al Velódromo Olímpico Agustín Melgar, in Messico.

## Programma
| Data            | Round                  |
| --------------- | ---------------------- |
| 20 ottobre 1968 | Primo turno e recuperi |
| 20 ottobre 1968 | Quarti di finale       |
| 21 ottobre 1968 | Semifinali             |
| 21 ottobre 1968 | Finali                 |

## Risultati

### Primo turno
Prova unica la coppia vincente ai quarti di finale, i restanti ai recuperi.
| Serie | Pos. | Nazione          | Atleti                             | Tempo | Note |
| ----- | ---- | ---------------- | ---------------------------------- | ----- | ---- |
| I     | 1    | Italia           | Walter Gorini Luigi Borghetti      | 10"29 | Q    |
| I     | 2    | Cuba             | Juan Reyes Ulises Váldez           |       |      |
| II    | 1    | Francia          | Daniel Morelon Pierre Trentin      | 10"39 | Q    |
| II    | 2    | Messico          | Julio Munguía Guillermo Mendoza    |       |      |
| III   | 1    | Belgio           | Daniel Goens Robert Van Lancker    | 10"40 | Q    |
| III   | 2    | Stati Uniti      | Jack Disney Charles Pranke         |       |      |
| IV    | 1    | Cecoslovacchia   | Ivan Kučírek Miloš Jelínek         | 10"14 | Q    |
| IV    | 2    | Unione Sovietica | Ihor Tselovalnykov Imants Bodnieks |       |      |
| V     | 1    | Germania Est     | Werner Otto Hans-Jürgen Geschke    | 10"32 | Q    |
| V     | 2    | Ungheria         | András Baranyecz Tibor Lendvai     |       |      |
| VI    | 1    | Paesi Bassi      | Jan Jansen Leijn Loevesijn         | 9"96  | Q    |
| VI    | 2    | Danimarca        | Per Sarto Jørgensen Jørgen Jensen  |       |      |
| VII   | 1    | Germania Ovest   | Klaus Kobusch Martin Stenzel       | 10"27 | Q    |
| VII   | 2    | Australia        | Gordon Johnson Hilton Clarke       |       |      |

### Recuperi
Prova unica la coppia vincente della finale ai quarti di finale, i restanti eliminati.
| Serie  | Pos. | Nazione          | Atleti                             | Tempo | Note |
| ------ | ---- | ---------------- | ---------------------------------- | ----- | ---- |
| I      | 1    | Unione Sovietica | Ihor Tselovalnykov Imants Bodnieks | 10"33 | q    |
| I      | 2    | Cuba             | Juan Reyes Ulises Váldez           |       |      |
| I      | 3    | Messico          | Julio Munguía Guillermo Mendoza    |       |      |
| II     | 1    | Ungheria         | András Baranyecz Tibor Lendvai     | 10"23 | q    |
| II     | 2    | Danimarca        | Per Sarto Jørgensen Jørgen Jensen  |       |      |
| III    | 1    | Australia        | Gordon Johnson Hilton Clarke       | 10"26 | q    |
| III    | 2    | Stati Uniti      | Jack Disney Charles Pranke         |       |      |
| Finale | 1    | Unione Sovietica | Ihor Tselovalnykov Imants Bodnieks | 10"32 | Q    |
| Finale | 2    | Ungheria         | András Baranyecz Tibor Lendvai     |       |      |
| Finale | 3    | Australia        | Gordon Johnson Hilton Clarke       |       |      |

### Quarti di finale
Eliminazione diretta al meglio delle tre prove.
| Serie | Pos. | Nazione          | Atleti                             | 1ª Manche | 2ª Manche | 3ª Manche | Note |
| ----- | ---- | ---------------- | ---------------------------------- | --------- | --------- | --------- | ---- |
| I     | 1    | Italia           | Walter Gorini Luigi Borghetti      | 10"03     | 10"21     |           | Q    |
| I     | 2    | Unione Sovietica | Ihor Tselovalnykov Imants Bodnieks |           |           |           |      |
| II    | 1    | Francia          | Daniel Morelon Pierre Trentin      | 10"01     | 9"93      |           | Q    |
| II    | 2    | Germania Ovest   | Klaus Kobusch Martin Stenzel       |           |           |           |      |
| III   | 1    | Paesi Bassi      | Jan Jansen Leijn Loevesijn         |           | 9"88      | 10"03     | Q    |
| III   | 2    | Cecoslovacchia   | Ivan Kučírek Miloš Jelínek         | 10"63     |           |           |      |
| IV    | 1    | Belgio           | Daniel Goens Robert Van Lancker    | 10"25     |           | 10"06     | Q    |
| IV    | 2    | Germania Est     | Werner Otto Hans-Jürgen Geschke    |           | 10"17     |           |      |

### Semifinali
Eliminazione diretta al meglio delle tre prove.
| Serie | Pos. | Nazione     | Atleti                          | 1ª Manche | 2ª Manche | 3ª Manche | Note |
| ----- | ---- | ----------- | ------------------------------- | --------- | --------- | --------- | ---- |
| I     | 1    | Paesi Bassi | Jan Jansen Leijn Loevesijn      |           | 10"10     | 10"34     | Q    |
| I     | 2    | Italia      | Walter Gorini Luigi Borghetti   | 9"96      |           |           |      |
| II    | 1    | Francia     | Daniel Morelon Pierre Trentin   | 10"24     | 10"60     |           | Q    |
| II    | 2    | Belgio      | Daniel Goens Robert Van Lancker |           |           |           |      |

### Finali
Eliminazione diretta al meglio delle tre prove.
| Pos.      | Nazione     | Atleti                          | 1ª manche | 2ª manche | 3ª manche |
| --------- | ----------- | ------------------------------- | --------- | --------- | --------- |
| 1&2 posto |             |                                 |           |           |           |
| Oro       | Francia     | Daniel Morelon Pierre Trentin   | 10"03     | 9"83      |           |
| Argento   | Paesi Bassi | Jan Jansen Leijn Loevesijn      |           |           |           |
| 3&4 posto |             |                                 |           |           |           |
| Bronzo    | Belgio      | Daniel Goens Robert Van Lancker | 10"60     | 11"20     |           |
| 4         | Italia      | Walter Gorini Luigi Borghetti   |           |           |           |